# ترشکوفکا
ترشکوفکا (به لاتین: Tereshkovka) یک منطقهٔ مسکونی در روسیه است که در باشقیرستان واقع شده‌است.